# Santana do Manhuaçu
Santana do Manhuaçu is een gemeente in de Braziliaanse deelstaat Minas Gerais. De gemeente telt 8.353 inwoners (schatting 2009).

## Aangrenzende gemeenten
De gemeente grenst aan Conceição de Ipanema, Durandé, Ipanema, Manhuaçu, Reduto, São José do Mantimento en Simonésia.